# 6962 Summerscience
A 6962 Summerscience (ideiglenes jelöléssel 1990 OT) a Naprendszer kisbolygóövében található aszteroida. Eleanor F. Helin fedezte fel 1990. július 22-én.